# Hr.Ms. Beatrix (1946)
De Hr.Ms. Beatrix (HS.1) was een van de twee sleepboten van de Koninklijke Marine die werden gebouwd voor de Kriegsmarine, Marinehafenbauamt Rügen, maar door de trage bouw en het einde van de oorlog niet in dienst kon worden genomen door de Duitse bezetter. Pas in de zomer van 1946 waren ze voor de vloot beschikbaar en werden genoemd naar de prinsesjes: Hr.Ms. Beatrix en Hr.Ms. Margriet.
Van deze klasse schepen zijn 28 exemplaren gebouwd. Deze twee in Nederland, zes boten werden op Franse werven gebouwd en alle andere boten kwamen van Duitse werven.
In augustus 1946 begonnen de twee slepers de eerste proefvaarten. De marinestaf bestemde de sleepboten voor de Oost. De schepen kregen bekendheid door een sleepreis van Curaçao naar Surabaya met het Julianadok, een drijvend dok waarin een 200-tons bok genaamd Valk was geplaatst en bestemd was voor de dienst in Nederlands-Indië. Op de Rijkswerf Willemsoord in Den Helder werden tijdelijk bakdek aangebracht en kimkielen. Commandant van Hr.Ms. Beatrix was Ltz. II J. Suermondt, tevens divisiecommandant, en over de Hr.Ms. Margriet werd het bevel gevoerd door Ltz. II W. P. Jansen. Dit was indertijd de grootste sleepreis in de Nederlandse marinegeschiedenis.
In 1950 werd de sleper overgedragen aan de Indonesische marine en kreeg de naam BADAK (TD.I). In 1953 werd dat SUMBING. In 1978 werd het schip van de sterkte afgevoerd.